# A sorsok (festmény)
A sorsok (Átropos vagy Las Parcas) Goya festménye, mely jelenleg a madridi Prado gyűjteményében látható. A spanyol festő fekete festmények néven ismertté vált sorozatának darabja, melyet 1819 és 1823 között festett a Madridhoz közeli Quinta del Sordó-ban.

## A festmény

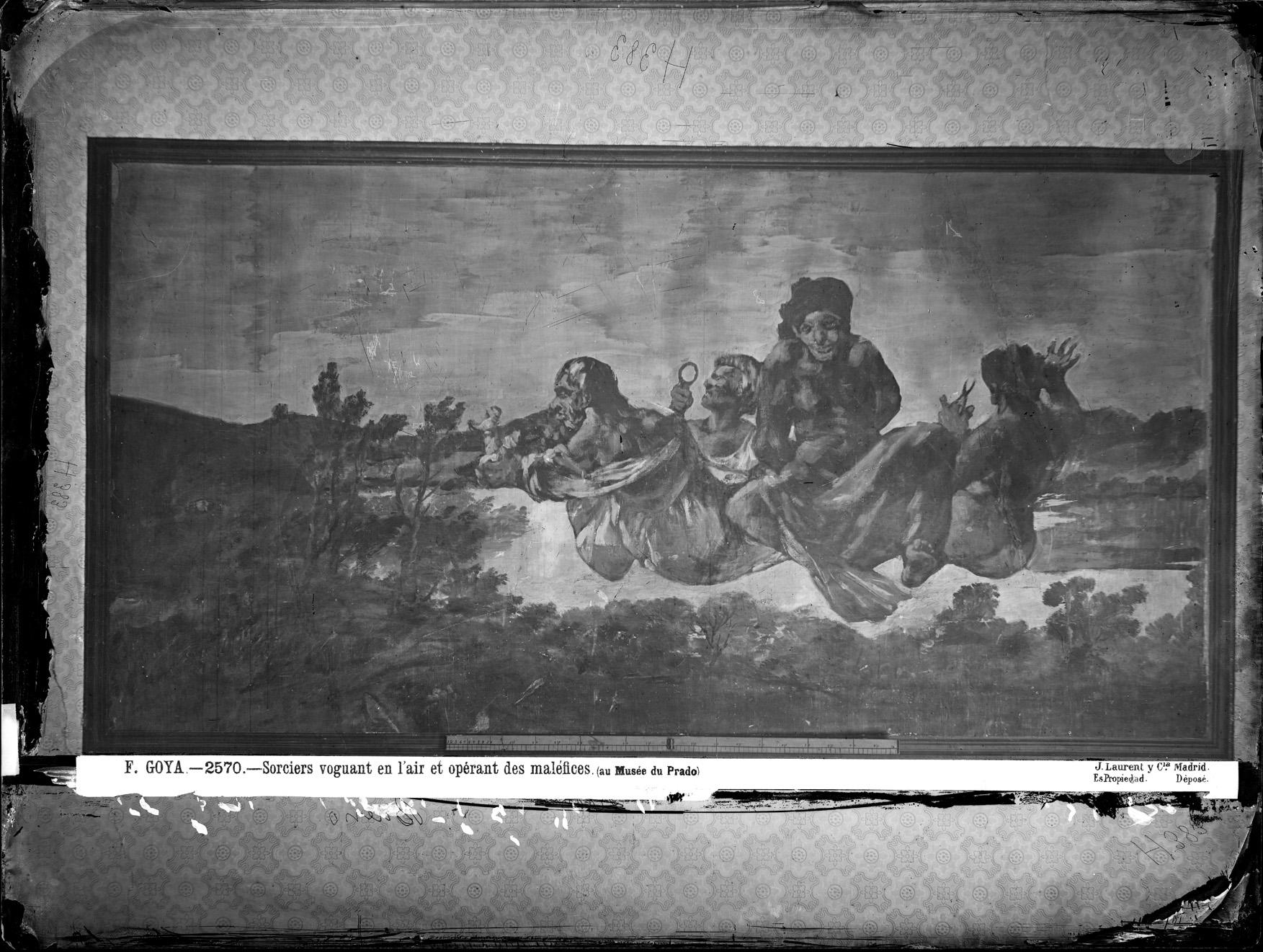
Az eredeti falfestmény a Quinta de Goyá-ban. (1874, Fotó: J. Laurent) A „Museo del Prado” feliratú címkét Laurent utódai tették hozzá a negatívhoz (1890 körül). Goya házának falán ezt a festményt tapéta vette körül.

A festmény valószínűleg a Quinta del Sordo második emeletén foglalt helyet a Duelo a garrotazos mellett és a Vision fantásticával szemben. A többi fekete festményhez hasonlóan ezt is 1873-74-ben helyezték át vászonra Salvator Martinez Cubells a madridi Prado kurátora felügyelete mellett. A vásznakat báró Emile d'Erlanger adományozta 1881-ben a spanyol államnak.
A festményen a sors istennői, az emberi élet fonalát szövő, gombolyító illetve elvágó moirák láthatóak: élükön Atroposz, a halál kérlelhetetlen űrnője, aki ollójával vágja el az élet fonalát, Klóthó a sors fonalának fonója, akit Goya egy újszülöttel helyettesített és Lakheszisz az élet fonalát gombolyító, aki a festményen egy lencsét vagy tükröt tart a kezében, ezzel szimbolizálva  az időt. Az előtérben egy feltehetően hátrakötözött kezű férfialak látható, akinek sorsáról és így életéről is döntenek a moirák. A hátrakötözött kéz utal arra, hogy a sorsunkkal nem tudunk szembeszállni. Egyes értelmezések szerint a férfialak Prométheusz, aki ellopta a tüzet az istenektől, hogy az embereknek adja és akit Zeusz azzal büntetett, hogy a Kaukázus hegyén egy sziklához láncoltatta, ahol egy Ethon nevű óriási sas mindennap a máját marcangolta, ami másnap újra visszanőtt.
A festmény színei, hasonlóan a többi fekete festményhez: komorak és sötétek. Az okker és a fekete színek jól illenek a végzet irányítóit bemutató éjszakai jelenethez.